# East Zorra-Tavistock (Ontario)
East Zorra-Tavistock to gmina (ang. township) w Kanadzie, w prowincji Ontario, w hrabstwie Oxford.
Powierzchnia East Zorra-Tavistock to 247,97 km².
Według danych spisu powszechnego z roku 2001 East Zorra-Tavistock liczy 7238 mieszkańców (29,19 os./km²).